# Joseph Tomelty
Joseph Tomelty, né le 5 mars 1911 à Portaferry (comté de Down, Irlande du Nord) et mort le 7 juin 1995 à Belfast (Irlande du Nord), est un acteur et dramaturge nord-irlandais.

## Biographie
En 1937, Joseph Tomelty débute comme acteur au théâtre et, l'année suivante (1938), écrit pour la radio (où il se produit au long de sa carrière) sa première pièce titrée Barnum Was Right, diffusée fin 1938. En 1940, il est l'un des membres fondateurs de la troupe du Group Theatre, basé à Belfast. Il joue et écrit des pièces pour ce théâtre, dont il est le directeur général entre 1942 et 1951. Y sont créées par exemple sa pièce Right Again, Barnum (suite de celle précitée, 1943) et Mountain Post de George Shiels (en) (1948, avec Patrick Magee).
Hors le Group Theatre, mentionnons ses pièces The End House (1944, avec Cyril Cusack et Denis O'Dea) et All Souls' Night (1949), toutes deux créées à l'Abbey Theatre de Dublin, ainsi que The Passing Day de  George Shiels (reprise à l'Ambassadors Theatre de Londres, 1951).
Au cinéma, il contribue à trente-et-un films (majoritairement britanniques, plus quelques-uns américains ou en coproduction), depuis Huit Heures de sursis de Carol Reed (1947, avec James Mason et Robert Newton) jusqu'à Le Spectre maudit de Robert Hartford-Davis (1964, avec Heather Sears et Peter Arne). Entretemps, citons Chaussure à son pied de David Lean (1954, avec Charles Laughton et John Mills), Moby Dick de John Huston (film américano-britannique, 1956, avec Gregory Peck et Richard Basehart), ou encore Atlantique, latitude 41° de Roy Ward Baker (1958, avec Frank Lawton et Michael Goodliffe).
À la télévision britannique, il apparaît dans douze séries, la première coproduite avec la télévision américaine étant Douglas Fairbanks Jr. Presents (it) (trois épisodes, 1953-1955). Ses deux dernières séries datent de 1963 ; évoquons aussi Les Aventures du colonel March (un épisode, 1955).
S'ajoutent trois téléfilms d'origine théâtrale, les deux premiers diffusés respectivement en 1953 et 1959 ; le troisième est le court métrage The Singing Bird de 1972, adaptation de sa pièce radiophonique éponyme de 1948. Il y tient son ultime rôle à l'écran (alors qu'il s'est quasiment retiré après son dernier film précité Le Spectre maudit).
Joseph Tomelty meurt en 1995, à 84 ans, laissant deux filles actrices, dont Frances Tomelty (en) (née en 1948), première épouse du musicien Sting (de leur union sont nés deux enfants, notamment Joe Sumner en 1976, également musicien).

## Théâtre (sélection)
(pièces jouées au Group Theatre de Belfast, sauf mention contraire)

### Acteur
- 1941 : Story for Today de Jack Loudan : Billy Watson
- 1942 : Highly Efficient de Patricia O'Connor : M. McFee
- 1943 : Legacy of Delight de Hugh Quinn : Alfie McCann
- 1944 : The Old Broom de George Shiels (en) : Archy Broom
- 1945 : Select Vestry de Patricia O'Connor : M. Simpson-Barnes
- 1946 : Borderwine de George Shiels (en) : Oncle Oiney
- 1948 : Mountain Post de George Shiels (en) : Ivor
- 1948 : Stars of Brickfield Street de John Coulter (en) : rôle non spécifié
- 1948 : The House That Jack Built de Cecil Cree : George Moorhead
- 1949 : A Title for Buxey de Cecil Cree : Natty Couser
- 1949 : Bannister's Cafe d'Harry Sinton Gibson : rôle non spécifié
- 1949 : Master Adams de Patricia O'Connor : Dr Holroyd
- 1950 : The Square Peg d'Harry Sinton Gibson : Samuel Graham
- 1951 : The Passing Day de George Shiels (en), mise en scène de Tyrone Guthrie : John Fibbs (Ambassadors Theatre, Londres)
- 1952 : The Troublemakers de (et mise en scène par) George Bellak (en) : Jeremiah Gerrity (Strand Theatre, Londres)
- 1960 : Over the Bridge de Sam Thompson (en) : Davy Mitchell (Empire Theatre, Belfast)

### Auteur
- 1942 : Idolatry at Innishargie (+ acteur : Sam Sirk)
- 1943 : Poor Errand (+ acteur : Stephen Durnan)
- 1943 : Right Again, Barnum
- 1944 : the End House (Abbey Theatre, Dublin)
- 1949 : All Souls' Night (Abbey Theatre, Dublin)
- 1953 : Down the Heather Glen (Arts Theatre, Belfast)
- 1954 : April in Assagh (Grand Opera House (en), Belfast) (+ acteur : Davey McGreevy)
- 1954 : Is the Priest at Home?

## Filmographie partielle

### Cinéma
- 1947 : Huit Heures de sursis (Odd Man Out) de Carol Reed : « Gin » Jimmy, le chauffeur de taxi
- 1952 : Le Mur du son (The Sound Barrier) de David Lean : Will
- 1952 : Un si noble tueur (The Gentle Gunman') de Basil Dearden : Dr Brannigan
- 1953 : La Valse de Monte-Carlo (Melba) de Lewis Milestone : Thomas Mitchell
- 1953 : Meet Mr. Lucifer d'Anthony Pelissier : Mr Pedelty
- 1954 : L'Enfer au-dessous de zéro (Hell Below Zero) de Mark Robson : Capitaine McPhee
- 1954 : Chaussure à son pied (Hobson's Choice) de David Lean : Jim Heeler
- 1954 : La Martienne diabolique (Devil Girl from Mars) de David MacDonald : le professeur Arnold Hennessey
- 1954 : Héritages et vieux fantômes (Happy Ever After) de Mario Zampi : Dooley
- 1954 : Évasion (The Young Lovers) d'Anthony Asquith : Moffatt
- 1955 : Simba de Brian Desmond Hurst : Dr Hughes
- 1955 : Boulevards de Paris (Bedevilled) de Mitchell Leisen et Richard Thorpe : Père Cunningham
- 1955 : L'Enfant et la Licorne (A Kid for Two Farthings) de Carol Reed : le vagabond
- 1955 : Le Voyageur sans billet (John and Julie) de William Fairchild : M. Davidson
- 1955 : Hold-up en plein ciel (A Prize of Gold) de Mark Robson : Oncle Dan
- 1956 : Moby Dick de John Huston : Peter Coffin, l'aubergiste
- 1958 : Atlantique, latitude 41° (A Night to Remember) de Roy Ward Baker : Dr William O'Loughlin
- 1959 : Entrée de service ou La Chambre de Madame (Upstairs and Downstairs) de Ralph Thomas : Arthur Farringdon
- 1960 : Un homme pour le bagne (Hell Is a City) de Val Guest : Furnisher Steele
- 1960 : Le Jour où l'on dévalisa la banque d'Angleterre (The Day They Robbed the Bank of England) de John Guillermin : Cohoun
- 1963 : Lancelot chevalier de la reine (Lancelot and Guinevere) de Cornel Wilde : Sir Kaye
- 1964 : Le Spectre maudit (The Black Torment) de Robert Hartford-Davis : Sir Giles Fordyke

### Télévision
(séries)
- 1953-1955 : Douglas Fairbanks Jr. Presents (it)
  - Saison 2, épisode 6 The Bitter Heart (1953) de Bernard Knowles : Clancy
  - Saison 3, épisode 1 Mr. Sampson (1954 : rôle-titre) de Lawrence Huntington et épisode 24 The Thoroughbred (1955 : Culhane) d'Harold Huth
- 1955 : Les Aventures du colonel March (Colonel March of Scotland), saison unique, épisode 17 L'Homme de Damas (The Missing Link) d'Arthur Crabtree : Braden
- 1963 : Zéro un Londres (en) (Zero One), saison unique, épisode 14 Everybody's Uncle de Charles Frend : Oncle George

## Note et référence
1. ↑  Voir l'article nécrologique de The Independent du 13 juin 1995.